# 开封专区
开封专区（1949年－1955年称郑州专区），中华人民共和国河南省已撤销的行政区，在今河南省中部。1949年置，专员公署驻荥阳县（今荥阳市）。辖郑县、新郑、巩县、成皋、登封、密县、荥阳7县。
1952年，原陈留专区所属陈留、尉氏、开封、中牟、洧川、兰封、杞县、通许、考城9县及原平原省菏泽专区所属东明县划入郑州专区；撤销郑县，并入郑州市及中牟、新郑2县。郑州专区辖16县。
1954年，撤销成皋县，并入荥阳县；撤销洧川县，并入长葛县；兰封、考城2县合并设立为兰考县。
1955年，郑州专区迁驻开封市，改称开封专区。1957年，撤销陈留县，并入开封县。专区辖12县。
1958年，将荥阳、密县、巩县、新郑、登封5县划归郑州市；原由省直辖的开封市及原商丘专区所属商丘市、虞城、永城、鹿邑、沈丘、淮阳、睢县、宁陵、商丘、夏邑、柘城、郸城、项城、太康、民权14县划入开封专区。专区辖2市、21县。
1960年，辖县撤并如下：
1. 撤销开封县，并入开封市；
2. 撤销商丘县，并入商丘市；
3. 撤销通许县，并入尉氏县；
4. 撤销宁陵县，并入睢县。

调整后，开封专区辖2市、17县。
1961年，恢复开封、商丘、宁陵3县。同年，将商丘市及虞城、夏邑、永城、柘城、郸城、鹿邑、沈丘、项城、淮阳、太康、睢县、民权、商丘、宁陵14县划归商丘专区；原属郑州市的新郑、密县、登封、巩县、荥阳5县划入开封专区。辖1市、11县。
1962年，开封市改由省直辖；恢复通许县。1963年；东明县划回山东省菏泽专区。开封专区辖11县。
1969年，撤销开封专区，改置开封地区。